# Корабевиці
Корабевиці (пол. Korabiewice) — село в Польщі, у гміні Пуща-Марянська Жирардовського повіту Мазовецького воєводства.
Населення — 245 осіб (2011).
У 1975-1998 роках село належало до Скерневицького воєводства.

## Демографія
Демографічна структура станом на 31 березня 2011 року:
|          | Загалом | Допрацездатний вік | Працездатний вік | Постпрацездатний вік |
| -------- | ------- | ------------------ | ---------------- | -------------------- |
| Чоловіки | 127     | 24                 | 90               | 13                   |
| Жінки    | 118     | 21                 | 72               | 25                   |
| Разом    | 245     | 45                 | 162              | 38                   |